# 2044
Năm 2044  (số La Mã: MMXLIV). Trong lịch Gregory, nó sẽ là năm thứ 2044 của Công nguyên hay của Anno Domini; năm thứ 44 của thiên niên kỷ 3 và của thế kỷ 21; và năm thứ năm của thập niên 2040.